# Масло фиалки душистой
Масло фиалки душистой — эфирное масло, содержится в цветках и листьях фиалки душистой (Viola odorata L.), культивируемой преимущественно во Франции и Италии.

## Свойства
Конкрет из цветков фиалки — жёлто-зелёная воскообразная масса с резким цветочным запахом. Частично растворимо в 95%-м этаноле, нерастворимо в воде.
| tзаст, °C | d15           | Кислотное число | Эфирное число |
| --------- | ------------- | --------------- | ------------- |
| 45 ÷ 50   | 0,950 ÷ 0,980 | 11 ÷ 60         | 57 ÷ 96       |

## Химический состав
В состав масла из цветков входят: зингиберен (около 18%), (+)-β-куркумен, изоборнеол, (+)-α- и β-иононы, ванилин, диэтилфталат, эвгенол и другие компоненты.
В состав масла из листьев входят: транс- и цис-2,6-нонадиеналь (30 — 50%), цис-4-метил-2-гексен-1-ол, эвгенол и другие компоненты.

## Получение
Масло-конкрет получают из листьев или цветков фиалки путём экстракции петролейным эфиром или путём отгонки с парами воды или этиленгликоля. Выход масла из цветков до 0,17% (при экстракции), до 4% (при отгонке с паром) и до 8,4% (при отгонке с этиленгликолем); выход конкрета из листьев (при экстракции) до 0,13%.
Основной производитель — Франция.

## Применение
Применяют как компонент парфюмерных композиций.